# Principalidealdomän
En principalidealdomän (förkortat PID), även kallat huvudidealring, är inom matematik ett integritetsområde där varje ideal är ett principalideal, dvs genereras av ett element. 
Principalidealdomäner delar flera egenskaper med ringen av heltal med avseende på delbarhet. Elementen i en PID kan faktoriseras i primelement på ett unikt sätt och varje par av element {\displaystyle x,y} har en största gemensamma delare. 
Varje principalidealdomän är en noethersk ring och en Dedekindring.

## Exempel
Några exempel på principalidealdomäner är:
- Varje kropp K.
- Z: ringen av heltal.
- K[x]: ringen av polynom i en variabel över en kropp.
- Z[i]: de gaussiska heltalen.

Exempel på ringar som inte är principalidealdomäner är:
- Z[x]: ringen av polynom med heltalskoefficienter. Idealet som genereras av 2 och x är inte principalt.
- K[x, y]: polynomringen över en kropp K i två variabler, idealet som genereras av x och y är inte principalt.